# Астафьев, Афанасий Денисович
Афанасий Денисович Астафьев (Остафьев) — стольник Натальи Кирилловны и Петра Великого, крупный Дедиловский помещик, военный и государственный деятель из рода Астафьевых.
Отмечен в боярских списках второй половины XVII-го века вместе со своим отцом, Денисом Дорофеевичем.

## Биография
Родился в семье московского дворянина, служащего Посольского приказа, Дениса Дорофеевича Астафьева, сына Дорофея Емельяновича, в 1650-е годы. Имел старшего брата, Василия.
Служил стольником Царицы Натальи Кирилловны в 1675—1676 годах. Затем — стольником при Петре Великом до 1705 года.
Был воеводой в Чугуеве без перерыва с 1697 по 1703 годы, откуда был отпущен в Москву «на богомолье Московским чудотворцам». По челобитной чугуевцев и его самого был оставлен в воеводах сверх срока: в своей челобитной он просил оставить его в Чугуеве «покамест полая вода минется».
Во время службы в Чугуеве также служил сходным товарищем воеводы боярина кн. Якова Федоровича Долгорукова в Белгороде в 1700—1701 годах. В 1700 году был послан Яковом Фёдоровичем на спорные земли в Путивльском и Белопольском уездах.
Имел звание полковника, служил командиром драгунского полка (будущего 9-го драгунского Казанского Ее Императорского Высочества полка) в 1703—1706 годах. Участвовал в войне со Швецией. Сохранилась инструкция Ф. М. Апраксина полковникам И. Я. Бильсу, Феникбиру и Астафьеву о высадке на шведский берег «и где найдете знатные жилища или безоборонные местечки — жечь и разорять».
В 1705 году назначен воеводой в Тотьме. Умер в том же году на службе.
Тщаяниями стольника Афанасия Андреевича построена каменная приходская Успенская церковь в селе Новое Тульского уезда. Ранее село Новое, родовое владения тульского рода Астафьевых, именовалось «село Новое, Денисово тож». В 1854 году одним из его потомков, Михаилом Михайловичем, к церкви были пристроены колокольня и ограда.

## Семья
Старший брат, Василий Денисович, был стряпчим в 1658—1678 годах. Владел вместе со своим младшим братом, Афанасием, поместьями и вотчинами в Дедиловском уезде с 1676 года.
Двоюродный брат Афанасия, Иов Федорович, известен своими злоупотреблениями на службе. Будучи стольником и воеводой в Ливнах в 1686—1691 годах, его обвиняла жительница г. Переяславля в том, что он отнял у неё деньги, которые она по «сборной памяти» собирала на оплату выкупа из турецкого плена греку Константину Иванову. В 1691 году, ливенец, рейтар Сергей Алехин, жаловался на него «в разорениях и побранных людях».
У Афанасия был один ребенок, Андрей, и два внука: Андрея и Афанасия Андреевичей. Андрей Афанасьевич женился на Прасковье Ивановной, дочери стольника Ивана Артемьевича Игнатьева, бывшего на Туле в 1700—1702 годах.